# Florent Serra
Florent Serra es un exjugador profesional de tenis nacido el 28 de febrero de 1981 en Burdeos, Francia.

## Títulos (2; 2+0)

### Individuales (2)
| Leyenda                                                  |
| Grand Slam (0)                                           |
| ATP Wourld Tour Final (0)                                |
| ATP Masters 1000 (0)                                     |
| ATP World Tour 500 series (0)                            |
| ATP International Series / ATP World Tour 250 series (2) |

| N.º | Fecha                    | Torneo   | Superficie    | Oponente en la final | Resultado |
| --- | ------------------------ | -------- | ------------- | -------------------- | --------- |
| 1.  | 12 de septiembre de 2005 | Bucarest | Tierra batida | Igor Andreev         | 6-3 6-4   |
| 2.  | 2 de enero de 2006       | Adelaida | Dura          | Xavier Malisse       | 6-3 6-4   |

### Finalista en individuales (1)
| Leyenda                       |
| Grand Slam (0)                |
| ATP Wourld Tour Final (0)     |
| ATP Masters 1000 (0)          |
| ATP World Tour 500 series (0) |
| ATP World Tour 250 series (1) |

| N.º | Fecha              | Torneo     | Superficie    | Oponente en la final | Resultado |
| --- | ------------------ | ---------- | ------------- | -------------------- | --------- |
| 1.  | 6 de abril de 2009 | Casablanca | Tierra batida | Juan Carlos Ferrero  | 4-6 5-7   |

### Clasificación en torneos del Grand Slam
| Torneo          | 2011 | 2010 | 2009 | 2008 | 2007 | 2006 | 2005 | 2004 | Títulos |
| --------------- | ---- | ---- | ---- | ---- | ---- | ---- | ---- | ---- | ------- |
| Australian Open | 1r   | 3r   | 1r   | 2r   | 2r   | 1r   | 1r   | -    | 0       |
| Roland Garros   |      | 2r   | 1r   | 3r   | 2r   | 2r   | 2r   | 1r   | 0       |
| Wimbledon       |      | 2r   | 1r   | 2r   | 2r   | 1r   | -    | -    | 0       |
| US Open         |      | 2r   | 2r   | 2r   | 2r   | 1r   | -    | 2r   | 0       |

### Finalista en dobles (1)
- 2007: Gstaad (junto a Marc Gicquel pierden ante Frantisek Cermak y Pavel Vízner).

### Challengers (3)
| N.º | Fecha                    | Torneo                 | Superficie    | Oponente en la final | Resultado |
| --- | ------------------------ | ---------------------- | ------------- | -------------------- | --------- |
| 1.  | 4 de abril de 2005       | Challenger de México   | Tierra batida | Flávio Saretta       | 6-1 6-4   |
| 2.  | 11 de julio de 2005      | Challenger de Rímini   | Tierra batida | Iván Navarro Pastor  | 6-3 6-1   |
| 3.  | 15 de septiembre de 2008 | Challenger de Szczecin | Tierra batida | Albert Montañés      | 6-4 6-3   |